# Hafenbahn Emden
Die Hafenbahn Emden ist eine Eisenbahninfrastruktur im Hafen der Stadt Emden. Sie gehört NPorts, dem Betreiber der landeseigenen Häfen in Niedersachsen, und verfügt über ein 22,5 Kilometer langes Schienennetz mit 53 Weichen. Ihre Gleise führen zu den Hafenumschlagsanlagen, teilweise bis direkt an die Kaianlagen, außerdem werden mehrere Anschlussbahnen anderer Unternehmen erreicht. Die Hafenbahn Emden ist in den Bahnhöfen Emden Außenhafen und Emden Rbf mit dem Netz der DB InfraGO AG verbunden. Im Jahr 2019 durchquerten rund 23 000 Wagen das Hafengebiet.
Der Seehafen Emden liegt am Nordufer der Ems und besteht aus zwei Bereichen, dem tideoffenen Außenhafen sowie dem durch zwei Seeschleusen zugänglichen tidefreien Binnenhafen. Dementsprechend ist das Netz der Hafenbahn in die beiden Stellwerksbereiche Knf und Eaf aufgeteilt.
Der Stellwerksbereich Knf deckt den Binnenhafen/Neuer Binnenhafen ab. Das dazugehörige Stellwerk Knf befindet sich im Besitz der NPorts. Dieser Bereich wird durch die von NPorts betriebene Strecke Emden Rbf–Bezirksbahnhof Nordkai erschlossen, die in Emden Rbf mit dem Netz der DB InfraGO verbunden ist.
Das Stellwerk Eaf ist Eigentum der DB InfraGO. Der dazugehörige Stellwerksbereich deckt den Außenhafen ab, die Gleise von NPorts schließen an zwei Stellen im Bahnhof Emden Außenhafen an das Netz der DB InfraGO an.
In den Jahren 2019/2020 wurde die Leit- und Sicherungstechnik der Emder Hafenbahn umfangreich erneuert.